# José Cabanis

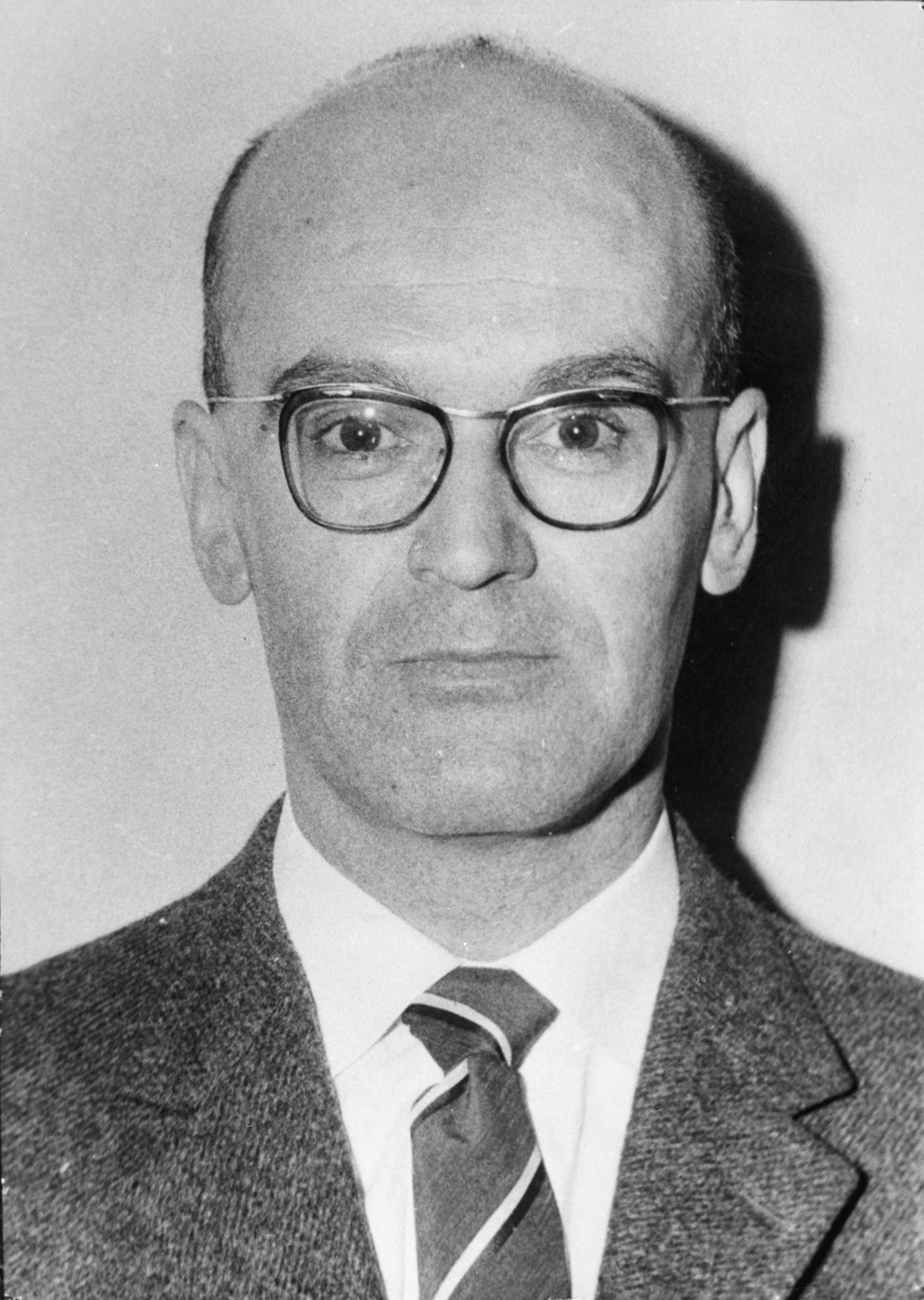
José Cabanis (1962)

José Cabanis (* 22. März 1922 in Toulouse; † 6. Oktober 2000 in Balma) war ein französischer Jurist und Schriftsteller, der zu den erfolgreichsten Vertretern des französischen realistischen und psychologischen Romans gezählt wird. Er fand auch als Essayist, Literaturkritiker und Kolumnist Beachtung.

## Leben und Werk
Der Jesuitenschüler studierte Philosophie und Jura in Toulouse. Während des Zweiten Weltkrieges musste er für zwei Jahre (1943–1945) Zwangsarbeit in einer deutschen Munitionsfabrik leisten (im südbadischen Kenzingen). Nach dem Krieg ließ er sich unweit seiner Heimatstadt als Rechtsanwalt nieder. Als Schriftsteller wurde er mit dem Roman Le Bonheur du jour bekannt, für den er 1961 den Prix des Critiques erhielt. Seine erzählende Prosa kreist um die Enge der Provinz, den Vater-Sohn-Konflikt, die Verlorenheit des Menschen. „Die Personen erscheinen seltsam nebelhaft, alles ist blaß skizziert, doch trotz der Schattenhaftigkeit dieser Welt zwingen die melancholischen Betrachtungen den Leser in ihren Bann“, heißt es in Kindlers Neuem Literatur Lexikon. 1990 wurde Cabanis in die Académie française berufen. 2003 erhielt eine neugebaute multimediale Bibliothek in seiner Heimatstadt Toulouse den Namen Médiathèque José Cabanis.

## Werke
- La Pitié (Schopenhauer, Nietzsche, Max Scheler, Dostojewski), Verlag Gallimard 1948
- L’Organisation de l’État d’après La République de Platon et La Politique d’Aristote, Gallimard 1948
- L’Âge ingrat, Roman, Gallimard 1952
- L’Auberge fameuse, Roman, Gallimard 1953
- Juliette Bonviolle, Gallimard 1954
- Le Fils, Roman, Gallimard 1956
- Les Mariages de raison, Gallimard 1957
- Jouhandeau, Biographie, Gallimard 1959
- Le Bonheur du jour, Roman, Gallimard 1960, deutsch: Schlage doch, gewünschte Stunde, Hamburg (Rowohlt) 1962 (Prix des Critiques)
- Les Cartes du temps, Roman, Gallimard 1962 (Prix des Libraires)
- Plaisir et lectures I, Gallimard 1964
- Les Jeux de la nuit, Roman, Gallimard 1964, deutsch: Trugbild der Nacht. Die Geschichte einer Liebe, Hamburg 1966
- Proust et l’écrivain, Essays, Hachette 1965
- La Bataille de Toulouse, Roman, Gallimard 1966, deutsch: Gabrielle oder Die Schlacht von Toulouse, Hamburg 1968 (Prix Renaudot)
- Plaisir et lectures II, Gallimard 1968
- Une vie, Rimbaud, Hachette, 1968
- Des Jardins en Espagne, Roman, Gallimard 1969, deutsch: Die Gärten der Nacht. Roman einer Liebe, Hamburg 1971
- Le Sacre de Napoléon, Essays, Gallimard 1970
- Préface du Tome I des œuvres de Julien Green, Bibliothèque de la Pléiade 1972
- Charles X, roi ultra, Gallimard 1974 (Prix des Ambassadeurs)
- Saint-Simon l’admirable, Gallimard 1974 (Grand Prix de la Critique)
- Saint-Simon ambassadeur, Essays, Gallimard 1975
- Les Profondes Années, Gallimard 1976 (Grand Prix de Littérature de l’Académie française)
- Michelet, le prêtre et la femme, Essays, Gallimard 1978
- Petit entracte à la guerre, Gallimard 1980
- Lacordaire et quelques autres, Essays, Gallimard 1982
- Préface aux Conférences de Lacordaire à Toulouse, Éd. d'Aujourd'hui
- Le Musée espagnol de Louis-Philippe. Goya, Essays, Gallimard 1985
- Préface aux Affaires de Rome, de Lamennais, La Manufacture 1986
- L’Escaladieu, Gallimard 1987
- Pages de journal, Éd. Sables 1987
- Pour Sainte-Beuve, Gallimard
- Chateaubriand, qui êtes-vous ?, La Manufacture 1988
- Préface de La Correspondance Lacordaire-Montalembert, Le Cerf 1989
- L’Âge ingrat, réédition de l’ensemble du cycle, Gallimard 1989
- Préface du Tome II des Œuvres de Julien Green, Bibliothèque de la Pléiade 1990
- Le Crime de Torcy, suivi de Fausses nouvelles, Gallimard 1990
- En marge d’un Mauriac, Éd. Sables 1991
- Mauriac, le roman et Dieu, Gallimard 1991
- Préface à un choix de pages du Temps immobile, de Claude Mauriac, Grasset 1993
- Préface à Dits et inédits, de Bussy-Rabutin, Éd. de l’Armançon 1993
- Dieu et la NRF, 1909-1949, Gallimard 1994
- Le Diable à la NRF, 1911-1951, Gallimard 1996
- Autour de Dieu et le Diable à la NRF, Éd. Sables 1996
- Magnificat, Éd. Sables 1997
- Jardins d’écrivains (en collaboration avec Georges Herscher), Actes-Sud 1998
- Julien Green et ses contemporains, le cas Mauriac (en collaboration à Littératures contemporaines, Julien Green), Klincksieck 1998
- Le Sacre de Napoléon (nouvelle édition), Le Grand livre du mois 1998
- Entretien (en collaboration à Chateaubriand aujourd’hui), Éd. Cristel 1998
- Lettres de la Forêt-Noire, 1943-1998, Gallimard 1999